# Beschwörung

Beschwörung eines gehörnten Dämons

Albert Welti: Geisterbeschwörer

Unter einer Beschwörung versteht man sowohl eine flehentlich oder auch vehement vorgetragene Bitte an einen Mitmenschen oder an ein höheres Wesen als auch die Herbeirufung und Dienstbarmachung von übernatürlichen Wesen. Zumeist wird die Beschwörung durch Erinnern an ein Versprechen oder einen Eid ausgeführt. Unter anderem in Grimoires sind Beschwörungsformeln schriftlich festgehalten.
Hauptsächlich gilt als Beschwörung das Rufen oder spirituelle Erschaffen von Geistern, Fabelwesen, übernatürlichen Geschöpfen oder auch bestimmter Ereignisse. Weit verbreitet ist die Beschwörung eines Verstorbenen in einer Séance mittels eines Mediums, ein in Trance versunkener Mensch, der angeblich gute Kontakte zum Reich der Geister habe. Mit dem Ende des 19. Jahrhunderts aufkommenden Spiritismus taten sich hier meistens Scharlatane und Betrüger hervor. Der berühmte Zauberkünstler Harry Houdini machte sich den Kampf gegen betrügerische Geisterbeschwörer zur Lebensaufgabe. Alfred Hitchcock verwendete das Motiv der Täuschung durch ein angebliches Medium in seinem Film Familiengrab.
Beschwörungsriten fanden und finden sich in unterschiedlicher Ausprägung in nahezu jeder Kultur und Religion. In den meisten ursprünglichen Religionen, die animistisch geprägt sind und die über spirituelle Spezialisten verfügen, spielt das Beschwören von übernatürlichen Geistwesen eine Rolle, aber auch in magisch ausgerichteten Religionen wie dem Bön, teilweise dem Daoismus oder dem Voodoo.
Nach dem Volksglauben meinte man mit Paraphernalien, Tänzen und Gesten und gesprochenen Beschwörungsformeln Dämonen herbeirufen und sie sich nutzbar machen zu können. Dabei kommt es manchmal zu so genannten Opfern in Form von Tieren, Blut oder dem Verbrennen von Lebensmitteln und Gegenständen.
Im Islam gibt es zum Beispiel den Dschinn, den man beschwören oder auch vertreiben kann. Im Christentum dienen Gebete zur Beschwörung göttlichen Beistandes. Aber auch Beschwörungen personalisierter Krankheitsdämonen wurden früher vielfach seit der Mönchsmedizin eingesetzt.

## Okkultismus
Beschwörung, Evokation (lateinisch evocatio = Herausrufung) oder als Praxis des Okkultismus bezeichnet eine magische Praktik, in der ein Geistwesen beschworen werden soll.
In der traditionellen Magie handelt es sich dabei um eine kultische und rituelle Handlung der Ritualmagie. Das Beschwören von Geistwesen ist eine Glaubensannahme: Aus moderner wissenschaftlicher Sicht sind diese Geistwesen nicht existent und besitzen allenfalls eine psychologische Relevanz.
Der Ausdruck Evokation ist in der religiösen Literatur der Spätantike bezeugt, etwa bei Titus Livius, Plinius dem Älteren (Naturalis historia 24,160), Macrobius Ambrosius Theodosius etc.
Die Evokation sollte ursprünglich in kriegerischen Auseinandersetzungen die Götter der Feinde in die römischen Reihen ziehen und bestand aus einer Formel (durch den Priester gesprochen), Opfer und Fluch (Devotio), sowie der Opferung schwarzer Schafe. Auch in Friedenszeiten hatte die Evokation im Leben des Römischen Reichs ihren Platz.
Bei der Praxis der westlich-okkultistischen Evokation befindet sich der Ausführende des Rituals in einem zuvor gezogenen „Schutzkreis“. Das zu beschwören gedachte Geistwesen soll dazu gebracht werden, sich in ein außerhalb des Kreises befindliches „magisches Dreieck“ zu manifestieren. Zu diesem Zwecke werden überlieferte „magische Siegel“ oder Sigillen, die Namen des Geistwesens, sowie magische Korrespondenzen, d. h. Zuordnungen von Symbolsystemen benutzt.
Im Gegensatz zur Invokation, bei der der Praktizierende die Vorstellung verfolgt, eine Vereinigung mit einem angerufenen Geistwesen zu vollziehen, ist die Intention der Evokation, das Wesen aus seiner gedachten Sphäre in die dem Menschen sichtbare Welt zu bringen. Die vermeintlichen Geistwesen, die beschworen werden, sind vielfältig, z. B. Elementarwesen, Götter, Planetenwesen, Engel oder Dämonen.
Diese magische Praxis soll dabei ganz unterschiedlichen Zwecken der Ausführenden dienen. Die Anwender glauben, sie könne dazu dienen, sich Geistwesen dienstbar zu machen, ihren Schutz zu erlangen, einen Pakt einzugehen (wie in Goethes Faust. Eine Tragödie) oder an das Wissen des entsprechenden Wesens zu gelangen. Ähnliche Vorstellungen spielen in den Beschwörungsritualen der unterschiedlichen Religionen eine Rolle.
Zu bekannten Vertretern der Evokationsvorstellungen zählt man unter anderen Heinrich Cornelius Agrippa von Nettesheim, Aleister Crowley, Franz Bardon, Israel Regardie, Kenneth Grant und Peter James Carroll.
Der Esoteriker Rudolf Steiner praktizierte Geisterbeschwörung und versuchte sich später, in seiner anthroposophischen Zeit, davon zu distanzieren, indem er seine Kontaktaufnahmeversuche zu Toten als „geistmäßige Anschauungen“ umdeutete.

## Beschwörung von Krankheitsdämonen im Mittelalter
In der sogenannten Mönchsmedizin des Mittelalters wurden neben den frommen Segen, in denen Gott um Hilfe gebeten wurde, auch personalisierte Krankheiten als Dämonen angerufen und beschworen.
Zum Beispiel: Die Wurmbeschwörung „gang uz nesso“ seit dem 10. Jahrhundert, die Beschwörung der wandernden Gebärmutterkröte „Ich beschwöre dich, Weiß-, Schwarz-, Grün-, Gelb-Matrix, teuflisch, unkeusch, wie du auch seist“ ebenfalls seit dem 10. Jahrhundert, die Beschwörung der Pest „Ich beschwör dich, Drüse und Geschwür“ und die Vertreibung der Elben und Alpgeister im sog. Münchner Nachtsegen des 14. Jahrhunderts.
Diese alten Texte sind in den Codices fast stets an der Seite praktisch medizinischer Maßnahmen (Salben, Kräuter, chirurgische Eingriffe) eingetragen und dienten als suggestive Begleittherapie auch für Ärzte, als eine frühe Form von christlich- archaischer „Psychotherapie“, aus deren Texten sich bis in die Neuzeit eine Fülle volkstümlich gewordener Heilsprüche ableitet.

## Beschwörungen in der Literatur
Das Thema Beschwörung wird in vielen Schauergeschichten sowie in zahlreichen Grimoires verarbeitet. Auch zahllose Drehbücher von Horrorfilmen verwenden den Topos.